# Canicròs

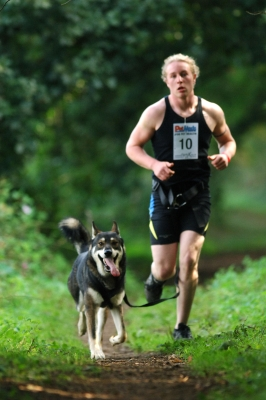
Canicròs

El canicross és un esport que consisteix a córrer juntament amb un gos que es troba unit al cos mitjançant un arnés. Normalment la superfície sobre la qual es practica és la terra, encara que també es pot córrer sobre neu utilitzant raquetes. Les competicions es regeixen per unes normatives:
- Els gossos han de trobar-se en bones condicions físiques, ser majors d'1 any i superar un control veterinari.
- Si s'adverteixen comportaments en el gos que puguen ser considerats perillosos no podrà participar. En alguns casos el gos podrà prendre l'eixida utilitzant un morrió.
- El corredor mai pot anar per davant del seu gos.

El canicross va ser introduït a Espanya a principis de la dècada de 2000 i compta amb federació pròpia.